# 狄克逊 (怀俄明州)
狄克逊（英語：Dixon），是美国怀俄明州卡本县（Carbon）下属的一个镇。该镇的人口在2000年为79人，2010年有97，2011年则估计有96人。